# Kosmos 2309
Kosmos 2309, ruski navigacijski satelit iz programa Kosmos. Vrste je GLONASS (Glonass br. 777; Uragan br. 67L).
Lansiran je 7. ožujka 1995. godine u 09:23 s kozmodroma Bajkonura (Tjuratam) u Kazahstanu. Lansiran je u srednje visoku orbitu oko planeta Zemlje raketom nosačem Proton-K/DM-2 8K72K. Orbita mu je 19.117 km u perigeju i 19.141 km u apogeju. Orbitna inklinacija mu je 64,79°. Spacetrackov kataloški broj je 23513. COSPARova oznaka je 1995-009-C. Zemlju obilazi u 675,69 minuta. Pri lansiranju bio je mase 1400 kg. 

## Vanjske poveznice
- N2YO.com Search Satellite Database
- Celes Trak SATCAT Format Documentation (engl.)
- Kunstman  Arhivirana inačica izvorne stranice od 12. kolovoza 2019. (Wayback Machine) Satellites in Orbit (engl.)